# Palazzo Orlandi-Cardini
Palazzo Orlandi-Cardini è un edificio storico di Pescia, sito in Via Ruga degli Orlandi.

## Storia e descrizione
Fu costruito prima del XVIII secolo dalla famiglia Orlandi di Pescia. L'edificio presenta sulla facciata un'epigrafe dedicata a Felice Cavallotti, noto ospite e amico di famiglia. Tale iscrizione fu dettata dal deputato repubblicano Ettore Socci e fu voluta da  Antonio Orlandi Cardini, al tempo proprietario del palazzo.
Sull'epigrafe è presente anche un medaglione bronzeo ad opera dello scultore Adolfo Farnesi.